# Алтунино (Нижегородская область)
Алту́нино — село в Вачском районе Нижегородской области, входит в состав Казаковского сельсовета.
До 28 августа 2009 года находилась в составе Алтунинского сельсовета и являлась его административным центром.
В прошлом — деревня Муромского уезда Владимирской губернии. В 1840—50-х годах Алтунино входило в состав владений князя Сергея Григорьевича Голицына.

## Население
| 1859 | 1905 | 1926 | 1999 | 2002 | 2010 |
| ---- | ---- | ---- | ---- | ---- | ---- |
| 431  | ↗459 | ↗611 | ↗882 | ↘822 | ↘751 |